# Машро-Гомпа
Машро-Гомпа, или монастырь Машро (также Машале, Машо, Матхо) — буддийский монастырь, расположенный в 26 км юго-восточнее Леха в Ладакхе, северная Индия. Деревня Матхо расположена в устье глубокого ущелья в Занскарском хребте и близко к Инду. Монастырь стоит на берегу Инд, напротив монастыря Тикси. Построен в первой половине 16 века. Монастырь знаменит своим резным деревянным декором, тханками, в том числе мандалами. В монастыре каждый год проходит праздник оракулов, на котором монахи, прошедшие длительные затворничества, получают силу предсказывать и, стоя на парапете, с завязанными глазами выполняют удивительные подвиги в обращении с мечами и ножами.

## История
Основанный в 16 веке ламой Дугпа Дордже, принадлежит школе Сакья. Очень интересны четырёхсотлетние тханки и фестиваль Матхо Награнд.
Эта гомпа единственная в Ладакхе, принадлежащая школе Сакья и одна из немногих, где растёт количество монахов.

## Описание
Большинство построек довольно ветхие, но новый зал собраний или дукханг который построен в начале 1970-х. На верхнем этаже есть небольшая башенка с изображениями Сакья-пандита и других сакьяских лам. Этот 'музей' содержит также большое число старых тханок, некоторые из которых, вероятно, были привезены из Тибета в начале 16 века при основании монастыря. Многие очень потёрты в настоящее время. В музее также хранятся маски и наряды, одеваемые ламами для церемонии священных танцев.

## Праздникоракулов
Ежегодный праздник оракулов происходит около Нового года (по тибетскому календарю), обычно, в первой половине марта. Два ламы избираются по жребию каждые три года, они уединяются для поста и медитации, чтобы стать подходящими вместилищами для божества. Получив божественную силу, они приобретают необычные способности, например, резать семя ножами и ходить с завязанными глазами по возвышению на крыше, не боясь упасть. В состоянии медитативного транса они делают предсказания, относительно благополучия Матхо и Ладакха, а также отвечают на вопросы людей. Однако, некоторые скептики пробовали задавать оракулу провокационные вопросы, чтобы испытать его и он отвечал «в бешеном проявлении гнева».